# 紹爾伍德希爾斯 (阿肯色州)
紹爾伍德希爾斯（英語：Shorewood Hills）是位於美國阿肯色州溫泉縣的一個非建制地區。該地的面積和人口皆未知。

## 地理
紹爾伍德希爾斯的座標為34°26′15″N 92°53′46″W / 34.43750°N 92.89611°W，而該地的平均海拔高度為104米（即340英尺）。